# Copa Libertadores 1995
W trzydziestej szóstej edycji Copa Libertadores udział wzięło 21 klubów reprezentujących wszystkie kraje zrzeszone w CONMEBOL. Każde z 10 państw wystawiło po 2 kluby, nie licząc broniącego tytułu argentyńskiego klubu CA Vélez Sarsfield, który awansował do 1/8 finału bez gry.
Vélez Sarsfield nie tylko nie obronił tytułu, ale nawet nie zdołał dotrzeć do finału, gdyż w ćwierćfinale odpadł po rzutach karnych w starciu z River Plate. Turniej wygrał brazylijski klub Grêmio Porto Alegre, który w finale pokonał kolumbijski klub Atlético Nacional.
W pierwszym etapie 20 klubów podzielono na 5 grup po 4 drużyny. Z każdej grupy do następnej rundy awansowały trzy najlepsze zespoły. Jako szesnasty klub do 1/8 awansował broniący tytułu klub Vélez Sarsfield.
W 1/8 finału wylosowano osiem par, które wyłoniły ośmiu ćwierćfinalistów. W ćwierćfinale wylosowano cztery pary, które wyłoniły czterech półfinalistów. W półfinale dwie pary wyłoniły dwóch finalistów.
Kolejny raz wysoki poziom udowodniły kluby kolumbijskie. Do półfinału dotarł także rewelacyjnie spisujący się ekwadorski klub CS Emelec, która w walce o finał uległ drużynie Grêmio.
Znów fatalnie wypadły kluby z Urugwaju, dowodząc tym samym kryzysu, jaki dotknął urugwajski futbol.

## 1/16 finału

### Grupa 1Argentyna,Urugwaj
| 19.02 CA Independiente – River Plate 1:1 - Jorge Luis Burruchaga – Enzo Francescoli                                |
| 19.02 CA Peñarol – CA Cerro 3:3 - Pablo Javier Bengoechea (2), Carlos Torales s – Henry Homann (2), Rubén Acosta   |
| 22.02 CA Peñarol – CA Independiente 1:2 - Jorge Martín Rodríguez – Javier Gustavo Mazzoni, Jorge Luis Burruchaga k |
| 23.02 CA Cerro – River Plate 0:1 - Sergio Ángel Berti                                                              |
| 08.03 CA Peñarol – River Plate 1:1 - Marcelo Alejandro Otero – Enzo Francescoli                                    |
| 09.03 CA Cerro – CA Independiente 1:0 - Jacinto Cabrera                                                            |
| 15.03 CA Cerro – CA Peñarol 0:2 - Darío Silva, Federico Magallanes                                                 |
| 29.03 River Plate – CA Independiente 2:0 - Sergio Ángel Berti, Hernán Edgardo Díaz                                 |
| 13.04 River Plate – CA Cerro 5:0 - Enzo Francescoli, Matías Jesús Almeyda, Ariel Ortega, Hernán Jorge Crespo (2)   |
| 14.04 CA Independiente – CA Peñarol 0:1 - Federico Magallanes                                                      |
| 19.04 River Plate – CA Peñarol 1:1 - Roberto Fabián Ayala – Federico Magallanes                                    |
| 20.04 CA Independiente – CA Cerro 2:1 - Albeiro Usuriaga, Juan Carlos Ramírez – Guillermo Almada                   |

| Klub             | Mecze | Zw | Rem | Por | Pkt | BrZd | BrStr |
| ---------------- | ----- | -- | --- | --- | --- | ---- | ----- |
| River Plate      | 6     | 3  | 3   | 0   | 12  | 11   | 3     |
| CA Peñarol       | 6     | 2  | 3   | 1   | 9   | 9    | 7     |
| CA Independiente | 6     | 2  | 1   | 3   | 7   | 5    | 7     |
| CA Cerro         | 6     | 1  | 1   | 4   | 4   | 5    | 13    |

### Grupa 2Paragwaj,Wenezuela
| 15.02 Trujillanos FC – Caracas FC 1:3                                                                                                 |
| 15.02 Club Olimpia – Cerro Porteño 1:1 - Adriano Samaniego – Juan Carlos Villamayor                                                   |
| 21.02 Club Olimpia – Caracas FC 5:0 - Richart Martín Báez (2), Francisco Javier Esteche, Adriano Samaniego, Hazle s                   |
| 24.02 Cerro Porteño – Caracas FC 2:1 - Virgilio Romero Ferreira, Carlos Alberto Gamarra – Ibrahim Salizu                              |
| 28.02 Trujillanos FC – Club Olimpia 2:2 - Orlando Rengifo, Ibarguren – Adriano Samaniego, Richart Martín Báez                         |
| 03.03 Caracas FC – Club Olimpia 1:2 - Gerson Diomar Díaz – Silvio Suárez, Richart Martín Báez                                         |
| 21.03 Cerro Porteño – Club Olimpia 2:2 - Juan Carlos Villamayor, Carlos Alberto Gamarra – Francisco Javier Esteche, Adriano Samaniego |
| 22.03 Caracas FC – Trujillanos FC 3:2                                                                                                 |
| 28.03 Trujillanos FC – Cerro Porteño 1:2 - Robson Chagas – Virgilio Romero Ferreira, Del Valle                                        |
| 31.03 Caracas FC – Cerro Porteño 0:6 - Héctor Núñez (3), Torales (3)                                                                  |
| 04.04 Club Olimpia – Trujillanos FC 4:1 - Balbuena s, Richart Martín Báez (3) – Robson Chagas                                         |
| 07.04 Cerro Porteño – Trujillanos FC 3:1 - Del Valle, Cabañas, Carlos Alberto Gamarra – Robson Chagas                                 |

| Klub           | Mecze | Zw | Rem | Por | Pkt | BrZd | BrStr |
| -------------- | ----- | -- | --- | --- | --- | ---- | ----- |
| Cerro Porteño  | 6     | 4  | 2   | 0   | 14  | 16   | 6     |
| Club Olimpia   | 6     | 3  | 3   | 0   | 12  | 16   | 7     |
| Caracas FC     | 6     | 2  | 0   | 4   | 6   | 8    | 18    |
| Trujillanos FC | 6     | 0  | 1   | 5   | 1   | 8    | 17    |

### Grupa 3Chile,Kolumbia
| 10.02 Club Universidad de Chile – CD Universidad Católica 4:1 - José Marcelo Salas (3), Rodrigo Alejandro Goldberg Mierzejewski – Alberto Federico Acosta                    |
| 14.02 Atlético Nacional – Millonarios FC 0:0 |
| 21.02 Millonarios FC – CD Universidad Católica 5:1 - Carlos Rendón, Edison Domínguez, Arnoldo Alberto Iguarán, Freddy Alberto León, Boner Mosquera – Alberto Federico Acosta |
| 24.02 Atlético Nacional – CD Universidad Católica 3:1 - Juan Pablo Ángel, Hermán Gaviria, Víctor Hugo Aristizábal – Sergio Fabián Vázquez                                    |
| 07.03 Millonarios FC – Club Universidad de Chile 1:0 - Edison Domínguez |
| 10.03 Atlético Nacional – Club Universidad de Chile 1:0 - Juan Pablo Ángel                                                                                                   |
| 15.03 CD Universidad Católica – Club Universidad de Chile 2:0 - Alberto Federico Acosta, Néstor Raúl Gorosito                                                                |
| 15.03 Millonarios FC – Atlético Nacional 2:0 - Freddy Alberto León, Carlos Rendón                                                                                            |
| 21.03 CD Universidad Católica – Millonarios FC 4:1 - Alberto Federico Acosta, Sebastián Rozental, Daniel López, Ricardo Gabriel Lunari – Freddy Alberto León                 |
| 24.03 Club Universidad de Chile – Millonarios FC 3:2 - José Marcelo Salas (2), Rodrigo Alejandro Goldberg Mierzejewski – Freddy Alberto León, Jorge Manuel Díaz              |
| 04.04 CD Universidad Católica – Atlético Nacional 1:1 - Sebastián Rozental – Víctor Hugo Aristizábal                                                                         |
| 07.04 Club Universidad de Chile – Atlético Nacional 0:0 |

- mecz o trzecie miejsce z powodu równej liczby punktów

| 12.04 CD Universidad Católica – Club Universidad de Chile 4:1 - Miguel Ardiman, Alberto Federico Acosta (2), Néstor Raúl Gorosito – Patricio Mardones |

| Klub                      | Mecze | Zw | Rem | Por | Pkt | BrZd | BrStr |
| ------------------------- | ----- | -- | --- | --- | --- | ---- | ----- |
| Millonarios FC            | 6     | 3  | 1   | 2   | 10  | 11   | 8     |
| Atlético Nacional         | 6     | 2  | 3   | 1   | 9   | 5    | 4     |
| CD Universidad Católica   | 6     | 2  | 1   | 3   | 7   | 10   | 14    |
| Club Universidad de Chile | 6     | 2  | 1   | 3   | 7   | 7    | 7     |

### Grupa 4Brazylia,Ekwador
| 21.02 SE Palmeiras – Grêmio Porto Alegre 3:2 - Roberto Carlos, Rivaldo, Edmundo – Jardel, Luís Carlos Goiano |
| 22.02 CS Emelec – CD El Nacional 1:1 - Ivo Norman Ron – Carlos Vernaza                                       |
| 07.03 CD El Nacional – SE Palmeiras 1:0 - Joffre Arroyo k                                                    |
| 10.03 CS Emelec – SE Palmeiras 1:3 - Antonio Vidal González – Roberto Carlos (2), Paulo Isidoro              |
| 14.03 CS Emelec – Grêmio Porto Alegre 2:2 - Kléber Emilio Fajardo, Hurtado – Paulo Nunes, Jardel             |
| 17.03 CD El Nacional – Grêmio Porto Alegre 1:2 - Carlos Vernaza – Francisco Javier Arce (2, 1k)              |
| 22.03 Grêmio Porto Alegre – SE Palmeiras 0:0                                                                 |
| 22.03 CD El Nacional – CS Emelec 0:2 - Luis Enrique Capurro, Ángel Santiago Fernández                        |
| 28.03 SE Palmeiras – CS Emelec 2:1 - Edmundo (2,1k) – Estiguar Eduardo Hurtado                               |
| 31.03 Grêmio Porto Alegre – CS Emelec 4:1 - Jardel, Luciano, Paulo Nunes, Magno – Antonio Vidal González     |
| 04.04 SE Palmeiras – CD El Nacional 7:0 - Edmundo (2), Rivaldo (2), Válber (2), Paulo Isidoro                |
| 07.04 Grêmio Porto Alegre – CD El Nacional 2:0 - Jardel, Magno                                               |

| Klub                | Mecze | Zw | Rem | Por | Pkt | BrZd | BrStr |
| ------------------- | ----- | -- | --- | --- | --- | ---- | ----- |
| SE Palmeiras        | 6     | 4  | 1   | 1   | 13  | 15   | 5     |
| Grêmio Porto Alegre | 6     | 3  | 2   | 1   | 11  | 12   | 7     |
| CS Emelec           | 6     | 1  | 2   | 3   | 5   | 8    | 12    |
| CD El Nacional      | 6     | 1  | 1   | 4   | 4   | 3    | 14    |

### Grupa 5Boliwia,Peru
| 08.02 Club Bolívar – Club Jorge Wilstermann 2:0 - Claudio Andrés Mir, Juan Carlos Ríos                                                           |
| 08.02 Club Sporting Cristal – Alianza Lima 3:0 - Roberto Carlos Palacios, Julinho, Flavio Francisco Maestri                                      |
| 14.02 Club Jorge Wilstermann – Alianza Lima 2:1 - Óscar González, Wálter Maladot – Gerson Lente                                                  |
| 18.02 Club Bolívar – Alianza Lima 3:1 - Claudio Andrés Mir (2), Juan Carlos Ríos – Juan José Jayo                                                |
| 21.02 Club Jorge Wilstermann – Club Sporting Cristal 2:2 - Wálter Maladot, Demetrio Angola – Germán Ernesto Pinillos, Roberto Carlos Palacios    |
| 24.02 Club Bolívar – Club Sporting Cristal 1:1 - Richard Cueto – Bica                                                                            |
| 08.03 Alianza Lima – Club Sporting Cristal 1:1 - Cueto – Bica                                                                                    |
| 08.03 Club Jorge Wilstermann – Club Bolívar 1:1 - Demetrio Angola – Carlos Fernando Borja                                                        |
| 14.03 Alianza Lima – Club Jorge Wilstermann 6:1 - Marquinho, Waldir Alejandro Sáenz (2), Gerson Lente (2), César Miguel Rosales – Takeo          |
| 17.03 Club Sporting Cristal – Club Jorge Wilstermann 7:0 - Manuel Earl, Jorge Antonio Soto, Roberto Carlos Palacios (3), Nolberto Solano, Bica k |
| 21.03 Alianza Lima – Club Bolívar 1:1 - Marquinho – Miguel Ángel Mercado                                                                         |
| 24.03 Club Sporting Cristal – Club Bolívar 1:0 - Bica                                                                                            |

| Klub                   | Mecze | Zw | Rem | Por | Pkt | BrZd | BrStr |
| ---------------------- | ----- | -- | --- | --- | --- | ---- | ----- |
| Club Sporting Cristal  | 6     | 3  | 3   | 0   | 12  | 15   | 4     |
| Club Bolívar           | 6     | 2  | 3   | 1   | 9   | 8    | 5     |
| Alianza Lima           | 6     | 1  | 2   | 3   | 5   | 10   | 11    |
| Club Jorge Wilstermann | 6     | 1  | 2   | 3   | 5   | 6    | 19    |

### Obrońca tytułu
| CA Vélez Sarsfield jako obrońca tytułu awansował do 1/8 finału bez gry |

## 1/8 finału
| Club Olimpia – Grêmio Porto Alegre 0:3 i 0:2 - 25.05 Dinho, Jardel, Paulo Nunes - 03.05 Jardel, Adílson |
| CS Emelec – Cerro Porteño 2:0 i 0:2, karne 5:4 - 26.05 Enrique Wilfrido Verduga, Estiguar Eduardo Hurtado - 03.05 Juan Carlos Villamayor, Virgilio Romero Ferreira - Karne:?                                                                                                   |
| Alianza Lima – Millonarios FC 1:1 i 0:2 - 26.05 Martín Rodríguez – Boner Mosquera - 03.05 Carlos Rendón, Osman López |
| Club Bolívar – SE Palmeiras 1:0 i 0:3 - 26.05 Miguel Ángel Mercado - 03.05 Válber (2), Rivaldo |
| Caracas FC – Club Sporting Cristal 2:2 i 3:6 - 26.05 Miguel González k, Gerson Diomar Díaz – Nolberto Solano k, Julinho - 04.05 Ibrahim Salizu (2), Gerson Diomar Díaz – Flavio Francisco Maestri, Julinho (2), Nolberto Solano k, Jorge Antonio Soto, Roberto Carlos Palacios |
| Atlético Nacional – CA Peñarol 3:1 i 3:1 - 26.05 Alexis García, Víctor Hugo Aristizábal (2) – Marcelo Alejandro Otero - 03.05 Víctor Hugo Aristizábal, Hermán Gaviria, Diego León Osorio – Darío Silva                                                                         |
| CA Independiente – CA Vélez Sarsfield 0:3 i 2:2 - 26.05 José Óscar „Turu” Flores (2), Christian Gustavo Bassedas - 03.05 Javier Gustavo Mazzoni, Pablo Óscar Rotchen – José Luis Sánchez, José Óscar „Turu” Flores                                                             |
| CD Universidad Católica – River Plate 2:1 i 1:3 - 26.05 Alberto Federico Acosta, Ricardo Gabriel Lunari – Marcelo Daniel Gallardo - 03.05 Miguel Ardiman – Sergio Ángel Berti, Marcelo Daniel Gallardo, Enzo Francescoli                                                       |

## 1/4 finału
| River Plate – CA Vélez Sarsfield 1:1 i 0:0, karne 5:3 - 26.07 Gabriel Amato – Flavio Gabriel Zandoná - 02.08 0:0 - Karne:?                                                            |
| Grêmio Porto Alegre – SE Palmeiras 5:0 i 1:5 - 26.07 Francisco Javier Arce, Adílson, Jardel (3) - 02.08 Jardel – Cafu (2), Amaral, Paulo Isidoro, Alejandro Victor Mancuso k          |
| CS Emelec – Club Sporting Cristal 3:1 i 1:1 - 26.07 Estiguar Eduardo Hurtado (2), Antonio Vidal González – Marcelo Asteggiano - 02.08 Máximo Wilson Tenorio – Germán Ernesto Pinillos |
| Atlético Nacional – Millonarios FC 2:1 i 1:1 - 26.07 Jaime Arango, Víctor Hugo Aristizábal – Arnoldo Alberto Iguarán - 02.08 Mauricio Alberto Serna k – Freddy Alberto León           |

## 1/2 finału
| Atlético Nacional – River Plate 1:0 i 0:1, karne 8:7 - 09.08 José René Higuita - 16.08 Gabriel Amato - Karne:? |
| CS Emelec – Grêmio Porto Alegre 0:0 i 0:2 - 10.08 0:0 - 16.08 Paulo Nunes, Jardel                              |

## FINAŁ
| Grêmio Porto Alegre – Atlético Nacional 3:1 i 1:1 |
| 23 sierpnia 1995 Porto Alegre Estádio Olímpico Monumental (?) Grêmio Porto Alegre – Atlético Nacional 3:1 (2:0) Sędzia: Alfredo Rodas (Ekwador) Bramki: 1:0 Víctor Hugo Marulanda 35s, 2:0 Jardel 43, 3:0 Paulo Nunes 55, 3:1 Angel 72 Grêmio Foot-Ball Porto Alegrense: Danrlei – Francisco Javier Arce, Catalino Rivarola, Adílson, Roger – Dinho, Luís Carlos Goiano (89 czerwona kartka), Carlos Miguel, Arílson (Alexandre) – Paulo Nunes (Nildo), Jardel. Trener: Luiz Felipe Scolari Corporación Deportiva Club Atlético Nacional: José René Higuita – José Fernando Santa, Víctor Hugo Marulanda, Francisco Foronda, Francisco Manuel Mosquera – Mauricio Alberto Serna, Carlos Gutiérrez, Alexis García, Jaime Pabón (William Matamba) – Jaime Arango, Juan Pablo Ángel. Tremer: Juan José Pelaez. |
| 30 sierpnia 1995 Medellin Estadio Atanasio Girardot (?) Atlético Nacional – Grêmio Porto Alegre 1:1 (1:0) Sędzia: Salvador Imperatore (Chile) Bramki: 1:0 Víctor Hugo Aristizábal 12, 1:1 Dinho 85 Corporación Deportiva Club Atlético Nacional: José René Higuita – José Fernando Santa (Luis Fernando Herrera), Víctor Hugo Marulanda, Francisco Foronda, Francisco Manuel Mosquera – Mauricio Alberto Serna, Carlos Gutiérrez, Alexis García, Jaime Arango (William Matamba) – Víctor Hugo Aristizábal, Juan Pablo Ángel. Trener: Juan José Pelaez. Grêmio Foot-Ball Porto Alegrense: Danrlei – Francisco Javier Arce, Catalino Rivarola, Adílson (Luciano), Roger – Dinho, Luís Carlos Goiano, Carlos Miguel, Arílson – Paulo Nunes (Alexandre), Jardel (Nildo). Trener: Luiz Felipe Scolari.           |

## Strzelcy bramek
| Gole | Piłkarz                 | Klub                    |
| ---- | ----------------------- | ----------------------- |
| 12   | Jardel                  | Grêmio Porto Alegre     |
| 7    | Alberto Federico Acosta | CD Universidad Católica |
| 7    | Víctor Hugo Aristizábal | Atlético Nacional       |
| 7    | Richart Martín Báez     | Club Olimpia            |
| 7    | Roberto Carlos Palacios | Club Sporting Cristal   |

## Klasyfikacja
Poniższa tabela ma charakter statystyczny. O kolejności decyduje na pierwszym miejscu osiągnięty etap rozgrywek, a dopiero potem dorobek bramkowo-punktowy. W przypadku klubów, które odpadły w rozgrywkach grupowych o kolejności decyduje najpierw miejsce w tabeli grupy, a dopiero potem liczba zdobytych punktów i bilans bramkowy.
| Poz                                                                      | Klub                      | Mecze | Zw | Rem | Por | Pkt | BrZd | BrStr |
| ------------------------------------------------------------------------ | ------------------------- | ----- | -- | --- | --- | --- | ---- | ----- |
| 1                                                                        | Grêmio Porto Alegre       | 14    | 8  | 4   | 2   | 28  | 29   | 14    |
| 2                                                                        | Atlético Nacional         | 14    | 6  | 5   | 3   | 23  | 17   | 13    |
| 3                                                                        | River Plate               | 12    | 5  | 5   | 2   | 20  | 17   | 8     |
| 4                                                                        | CS Emelec                 | 12    | 3  | 4   | 5   | 13  | 14   | 18    |
| 5                                                                        | SE Palmeiras              | 10    | 6  | 1   | 3   | 19  | 23   | 12    |
| 6                                                                        | Club Sporting Cristal     | 10    | 4  | 5   | 1   | 17  | 25   | 13    |
| 7                                                                        | Millonarios FC            | 10    | 4  | 3   | 3   | 15  | 16   | 12    |
| 8                                                                        | CA Vélez Sarsfield        | 4     | 1  | 3   | 0   | 6   | 6    | 3     |
| 9                                                                        | Cerro Porteño             | 8     | 5  | 2   | 1   | 17  | 18   | 8     |
| 10                                                                       | CD Universidad Católica   | 9     | 4  | 1   | 4   | 13  | 17   | 19    |
| 11                                                                       | Club Olimpia              | 8     | 3  | 3   | 2   | 12  | 16   | 12    |
| 12                                                                       | Club Bolívar              | 8     | 3  | 3   | 2   | 12  | 9    | 8     |
| 13                                                                       | CA Peñarol                | 8     | 2  | 3   | 3   | 9   | 11   | 13    |
| 14                                                                       | CA Independiente          | 8     | 2  | 2   | 4   | 8   | 7    | 12    |
| 15                                                                       | Caracas FC                | 8     | 2  | 1   | 5   | 7   | 13   | 26    |
| 16                                                                       | Alianza Lima              | 8     | 1  | 3   | 4   | 6   | 11   | 14    |
| 17                                                                       | Club Universidad de Chile | 7     | 2  | 1   | 4   | 7   | 8    | 11    |
| 18                                                                       | Club Jorge Wilstermann    | 6     | 1  | 2   | 3   | 5   | 6    | 19    |
| 19                                                                       | CA Cerro                  | 6     | 1  | 1   | 4   | 4   | 5    | 13    |
| 20                                                                       | CD El Nacional            | 6     | 1  | 1   | 4   | 4   | 3    | 14    |
| 21                                                                       | Trujillanos FC            | 6     | 0  | 1   | 5   | 1   | 8    | 17    |
| Podsumowanie: 91 meczów, w tym 27 remisów, 279 bramek – 3,07 bramki/mecz |                           |       |    |     |     |     |      |       |